# 김용성 (1924년)
김용성(金龍星, 1924년 11월 3일, 함경남도 정평~2011년 9월 29일)은 대한민국 정치인이다. 본관은 청주. 
제1공화국부터 제3공화국까지 주요한, 조병옥 계열의 정치인이었으나, 제4공화국에서 유신정우회에 참여했다.

## 학력
- 영생고등보통학교 졸업
- 서울대학교 정치학과 학사 졸업(1951년)
- 대한민국 국방대 행정학사 1기(1956년)

## 약력
- 《자유세계》 기자
- 신흥대학, 서울여자의과대학 예과 강사
- 민주당 선전부차장
- 조병옥 의원 비서관
- 1960년 ~ 1961년 : 제5대 참의원 (민주당)
- 신한당 정책연구실장 겸 당무위원
- 신민당 출판국장 겸 《민주전선》 편집인
- 1971년 ~ 1972년 : 제8대 국회의원 (신민당)
- 1973년 ~ 1979년 : 제9대 국회의원 (유신정우회)
- 국회 보사위원회 위원장
- 한국자유총연맹 고문

## 역대 선거 결과
|  | 14.36% |

|  | 15.33% |

|  | 8.27% |

|  | 44.4% |

|  | 0% |